# Ланс (Франция)
Ланс (фр. Lens МФА: [lɑ̃s]о файле, пикард. Linse) — город во Франции, регион О-де-Франс, департамент Па-де-Кале, округ Ланс, кантон Ланс. Четвёртый по численности населения город департамента, расположен в центре равнины Артуа, в 200 км к северу от Парижа и в 40 км к югу от Лилля. С севера город огибает автомагистраль А21 «Рокад Миньер». В центре города находится железнодорожный вокзал Ланс линии Аррас-Дюнкерк, от которого также отходят местные линии Ланс-Острикур и Ланс—Дон-Сенген.
Население (2018) — 31 606 человек.

## История
Ланс был основан как крепость, призванная защитить Фландрию от набегов норманнов. В XII веке он принадлежал графам Фландрским, затем перешел во владение королей Франции. В XIII веке Ланс получил хартию от короля Франции Людовика VIII, позволившую ему получить статус города. Фламандцы разрушили Ланс в 1303 году во время одного из конфликтов с Францией.
В соответствии с Мадридским договором 1526 года Ланс, как и вся территория Артуа, был включен в состав Испанских Нидерландов. Во время Тридцатилетней войны Ланс был осажден в 1647 году французскими войсками под командованием Жан де Гассиона, получившего в этом сражении смертельное ранение. Ланс и вся область Артуа вернулись Франции по условиям подписанного 7 ноября 1659 года Пиренейского договора.
В 1849 году в Лансе и его окрестностях были обнаружены большие запасы каменного угля. В 1852 году была основана угледобывающая компания Lens Mining и город превратился в важный промышленный центр.
Город был в значительной степени разрушен во время Первой мировой войны, погибло около половины его населения. Примерно в девяти километрах от Ланса в 1936 году был открыт Канадский национальный мемориал Вими, посвященный битве при Вими-Ридже (часть битвы при Аррасе) и погибшим канадским солдатам Первой мировой войны. Во время Второй мировой войны союзники бомбардировали город с воздуха, погибло около 500 человек.
Во второй половине XX века объёмы добычи угля стали снижаться. В 1986 году в Лансе была закрыта последняя угольная шахта, но многочисленные терриконы (отвалы), окружающие Ланс и прилегающие к нему населенные пункты сохраняют память о шахтерском прошлом Ланса.

## Достопримечательности
- Церковь Святого Леже, восстановленная в 1926 году
- Неороманская церковь Святого Эдуара 1899 года, восстановленная в 1922—1923 годах
- Железнодорожный вокзал 1927 года
- 12 декабря 2012 года в Лансе открылся Лувр — Ланс (музей-спутник парижского Лувра), для которого на месте закрытого угольного разреза был построен современный комплекс зданий.

## Экономика
Структура занятости населения:
- сельское хозяйство — 0,1 %
- промышленность — 6,2 %
- строительство — 6,9 %
- торговля, транспорт и сфера услуг — 42,2 %
- государственные и муниципальные службы — 44,6 %

Уровень безработицы (2017) — 14,1 % (Франция в целом — 13,4 %, департамент Па-де-Кале — 17,2 %). 

Среднегодовой доход на 1 человека, евро (2017) — 15 990 (Франция в целом — 21 110, департамент Па-де-Кале — 18 610).

## Демография
Динамика численности населения, чел.

## Администрация
Пост мэра Ланса с 2013 года занимает социалист Сильвен Робер (Sylvain Robert). На муниципальных выборах 2020 года возглавляемый им левый список победил в 1-м туре, получив 55,48 % голосов.
| Период | Период | Фамилия       | Партия                  | Примечания                                                            |
| ------ | ------ | ------------- | ----------------------- | --------------------------------------------------------------------- |
| 1966   | 1998   | Андре Делелис | Социалистическая партия | депутат Национального собрания, сенатор, министр торговли Франции     |
| 1998   | 2013   | Ги Делькур    | Социалистическая партия | член Генерального совета департамента, депутат Национального собрания |
| 2013   |        | Сильвен Робер | Социалистическая партия |                                                                       |

## Города-побратимы
- Ланс, Бельгия
- Плауэн, Германия
- Ланс, Швейцария

## Спорт
В городе базируется одноимённый футбольный клуб, чемпион Франции 1997/1998 года. В 2020 году клуб вернулся в Лигу 1 чемпионата Франции. Домашней ареной клуба является стадион Боллар-Делелис, вмещающий 38 тыс. зрителей, что превышает число жителей города.

## Галерея
- Церковь Святого Леже
- Rue de Paris — главная торговая улица города
- Церковь Святого Эдуара
- Железнодорожный вокзал
- Университет Артуа в здании бывшей угольной компании